# 灰鳖洋
灰鳖洋是中国浙江省海域，位于浙江省东北。东至舟山群岛，西达大陆海岸，南到金塘水道，北及火山列岛。南北长40公里，东西长50公里，面积1500平方公里。原名龟鳖洋，得名于龟、鳖两山，后由于谐音改为现名。

## 毗邻行政区
宁波市
- 慈溪市
- 镇海区
- 北仑区

舟山市
- 定海区
- 岱山县

## 交通
灰鳖洋是定海、宁波、上海的海上交通要道，通航能力5万吨。金塘大桥穿越灰鳖洋，连接大陆海岸与金塘岛。